# Sadat Pur Gujran
Sadat Pur Gujran è una suddivisione dell'India, classificata come census town, di 42.564 abitanti, situata nel distretto di Delhi Nord Est, nel territorio federato di Delhi. In base al numero di abitanti la città rientra nella classe III (da 20.000 a 49.999 persone).

## Geografia fisica
La città è situata a 28° 43' 21 N e 77° 15' 47 E.

## Società

### Evoluzione demografica
Al censimento del 2001 la popolazione di Sadat Pur Gujran assommava a 42.564 persone, delle quali 23.492 maschi e 19.072 femmine. I bambini di età inferiore o uguale ai sei anni assommavano a 8.367, dei quali 4.449 maschi e 3.918 femmine. Infine, coloro che erano in grado di saper almeno leggere e scrivere erano 26.736, dei quali 16.877 maschi e 9.859 femmine.